# Banaidja
Banaidja is een monotypisch geslacht van spinnen uit de  familie van de Dictynidae (kaardertjes).

## Soort
- Banaidja bifasciata Koch, 1872